# Huy chương Boltzmann
Huy chương Boltzmann (hoặc Giải thưởng Boltzmann là giải thưởng danh giá nhất dành cho các nhà vật lý học đã đạt được các thành tựu vượt bậc trong cơ học thống kê. Giải được đặt theo tên nhà vật lý học nổi tiếng Ludwig Boltzmann và được Ủy ban Vật lý thống kê của Liên đoàn Quốc tế về Vật lý Thuần túy và Ứng dụng trao mỗi 3 năm, trong hội nghị toàn thể về vật lý thống kê.
Giải gồm một huy chương mạ vàng, mặt trước có khắc chữ Ludwig Boltzmann, 1844--1906.

## Các người đoạt Huy chương
Mọi người đoạt huy chương đều là các nhà vật lý hoặc toán học uy tín, có đóng góp nền móng vào vật lý thống kê trong các thập kỷ qua. Cơ sở có nhiều người nhận huy chương là Đại học Sapienza của Rome (3) và École normale supérieure, Đại học Cornell, Đại học Cambridge (2).
- 2019 Herbert Spohn (Đại học Kỹ thuật München)
- 2016 Daan Frenkel (Đại học Cambridge) và Yves Pomeau (Đại học Arizona và École normale supérieure)
- 2013 Giovanni Jona-Lasinio (Đại học Sapienza của Rome) và Harry Swinney (Đại học Texas tại Austin)
- 2010 John Cardy (Đại học Oxford) và Bernard Derrida (École normale supérieure)
- 2007 Kurt Binder (University of Mainz) và Giovanni Gallavotti (Đại học Sapienza của Rome)
- 2004 E.G.D. Cohen (Đại học Rockefeller) và H. Eugene Stanley (Viện Đại học Boston)
- 2001 Berni Alder (Đại học California tại Davis) và Kyozi Kawasaki (Chubu University)
- 1998 Elliott H. Lieb (Đại học Princeton) và Benjamin Widom (Đại học Cornell)
- 1995 Sam Edwards (physicist) (Đại học Cambridge)
- 1992 Joel Lebowitz (Rutgers University) và Giorgio Parisi (Đại học Sapienza của Rome)
- 1989 Leo Kadanoff (Đại học Chicago)
- 1986 David Ruelle (Institut des hautes études scientifiques) và Yakov Sinai (Đại học Quốc gia Moskva)
- 1983 Michael Fisher (Đại học Maryland, College Park)
- 1980 Rodney Baxter (Đại học Quốc gia Úc)
- 1977 Ryogo Kubo (Đại học Tōkyō)
- 1975 Kenneth G. Wilson (Đại học Cornell)